# 작은비늘꼬리청서아과
작은비늘꼬리청서아과(Zenkerellinae)는 비늘꼬리청서과에 속하는 설치류 아과의 하나이다. 현존하는 2속 3종으로 이루어져 있다. 1898년 파울 마취(Paul Matschie)가 처음 기술했다.

## 하위 종
- 쇠비늘꼬리청서속 (Idiurus)
  - 쇠비늘꼬리날다람쥐 또는 긴귀날다람쥐 (Idiurus macrotis)
  - 난쟁이비늘꼬리청서 또는 난쟁이비늘꼬리날다람쥐 (Idiurus zenkeri)
- 카메룬비늘꼬리청서속 (Zenkerella)
  - 카메룬비늘꼬리청서 (Zenkerella insignis)